# У мене все гаразд
У мене все гаразд — радянський художній фільм 1978 року, знятий на Одеській кіностудії.

## Сюжет
В одній з частин ракетних військ в присутності комісії з центру відбувається надзичайна подія — падає бойова ракета. Чомусь не спрацював механізм підготовки ракети до бою. Генерали усувають командира частини Баташова від командування і пропонують зняти ракету з озброєння. Але Баташов — людина з характером. Разом з конструктором допрацьовує нову методику. Повторний запуск походить з успіхом.

## У ролях
- Владлен Бірюков — Олексій Петрович Баташов, полковник
- Борис Борисов — Андрій Ведрич, майор
- Юрій Соловйов — Юрій Васильович Федотов, майор, секретар партійної організації
- Володимир Герасимов — Валерій Даль, сержант
- Ольга Матешко — Поліна, дружина Олексія Баташова
- Світлана Карпінська — Галя, дружина майора Федотова
- Людмила Чиншева — Валя, дочка полковника Баташова
- Володимир Дружников — Матюшенко, генерал-майор
- Микола Гринько — Григор'єв, генерал
- Давлет Нургазієв — Бекмірзоєв, військовослужбовець
- Михайло Биков — епізод
- Володимир Васьковцев — епізод
- Наталія Кудрявцева — епізод
- Інга Третьякова — епізод
- Володимир Костюк — епізод

## Знімальна група
- Режисер — Олександр Ігішев
- Сценарист — Аркадій Пінчук
- Оператор — Юрій Романовський
- Композитор — Ян Фрейдлін
- Художник — Юрій Горобець